# Codici ICAO O

## OA - Afghanistan
- OA1A Aeroporto civile, Marnah Ghar (sito informativo)
- OAAD Aeroporto civile, Amdar
- OAAK Aeroporto civile, Andkhoi
- OAAS Aeroporto civile, Asmar
- OABD Aeroporto civile, Behsood
- OABG (Codice IATA = BIN) Aeroporto civile, Baghlan
- OABK Aeroporto civile, Bandkamalkhan
- OABN (Codice IATA = BIM) Aeroporto civile, Bamyan
- OABR Aeroporto civile, Bamar
- OABS Aeroporto civile, Sarday
- OABT (Codice IATA = BST) Aeroporto civile, Bost
- OACB Aeroporto civile, Charburjak
- OACC (Codice IATA = CCN) Aeroporto civile, Chaghcharan
- OADD Aeroporto civile, Dawlatabad
- OADF Aeroporto civile, Darra-I-Soof
- OADO Aeroporto civile, Dawlatabad
- OADV Aeroporto civile, Devar
- OADW Aeroporto civile, Wazakhwa
- OADZ (Codice IATA = DAZ) Aeroporto civile, Darwaz
- OAEK Aeroporto civile, Keshim
- OAEM Aeroporto civile, Eshkashem
- OAEQ Aeroporto civile, Islam Qala
- OAFG Aeroporto civile, Khost-o-Fering
- OAFR (Codice IATA = FAH) Aeroporto civile, Farah
- OAFZ (Codice IATA = FBD) Aeroporto civile, Faizabad
- OAGA Aeroporto civile, Ghaziabad
- OAGD Aeroporto civile, Gader
- OAGL Aeroporto civile, Gulistan
- OAGM Aeroporto civile, Ghelmeen
- OAGN (Codice IATA = GZI) Aeroporto civile, Ghazni
- OAGS Aeroporto civile, Gasar
- OAGZ (Codice IATA = GRG) Aeroporto civile, Gardez
- OAHE Aeroporto civile, Harzat Eman
- OAHJ Aeroporto civile, Hajigak
- OAHN (Codice IATA = KWH) Aeroporto civile, Khwahan
- OAHR (Codice IATA = HEA) Aeroporto civile, Herat (sito informativo)
- OAIX Aeroporto civile, Bagram (sito informativo)
- OAJL (Codice IATA = JAA) Aeroporto civile, Jalalabad (sito informativo)
- OAJS Aeroporto civile, Jabul-Saraj
- OAJW Aeroporto civile, Jawand
- OAKB (Codice IATA = KBL) Aeroporto Internazionale di Kabul (sito informativo)
- OAKD Aeroporto civile, Kamdesh
- OAKG Aeroporto civile, Kojaghar
- OAKJ Aeroporto civile, Kajaki
- OAKL Aeroporto civile, Konmjak-I-Logar
- OAKM Aeroporto civile, Kamar
- OAKN (Codice IATA = KDH) Aeroporto civile, Kandahar (sito informativo)
- OAKR Aeroporto civile, Kaldar
- OAKS (Codice IATA = KHT) Aeroporto civile, Khost (sito informativo)
- OAKT Aeroporto civile, Kalat
- OAKZ Aeroporto civile, Karez-I-Mir
- OALG Aeroporto civile, Logar
- OALL Aeroporto civile, Lal
- OALN Aeroporto civile, Laghman
- OAMK Aeroporto civile, Mukur
- OAMN (Codice IATA = MMZ) Aeroporto civile, Maimana (sito informativo)
- OAMS (Codice IATA = MZR) Aeroporto civile, Mazar-I-Sharif (sito informativo)
- OAMT Aeroporto civile, Munta
- OANR Aeroporto civile, Nawor
- OANS Aeroporto civile, Salang-I-Shamali
- OAOB Aeroporto civile, Obeh
- OAOG Aeroporto civile, Urgoon
- OAOO Aeroporto civile, Deshoo
- OAPG Aeroporto civile, Paghman
- OAPJ Aeroporto civile, Pan Jao
- OAQD Aeroporto civile, Qadeš
- OAQK Aeroporto civile, Qala-I-Nyazkhan
- OAQM Aeroporto civile, Kron Monjan
- OAQN (Codice IATA = LQN) Aeroporto civile, Qala-I-Naw
- OAQQ Aeroporto civile, Qarqin
- OAQR Aeroporto civile, Qaisar
- OARG (Codice IATA = URZ) Aeroporto civile, Uruzgan
- OARM Aeroporto civile, Dilaram
- OARP Aeroporto civile, Rimpa
- OASB Aeroporto civile, Sarobi
- OASD Aeroporto civile, Shindand (sito informativo)
- OASG Aeroporto civile, Sheberghan (sito informativo)
- OASK Aeroporto civile, Serka
- OASL Aeroporto civile, Salām
- OASM Aeroporto civile, Samangan
- OASN (Codice IATA = SGA) Aeroporto civile, Sheghnan
- OASP Aeroporto civile, Sare Pul
- OASR Aeroporto civile, Sabar
- OASS Aeroporto civile, Salang-I-junubi
- OAST Aeroporto civile, Shur Tepa
- OATD Aeroporto civile, Toorghondi
- OATG Aeroporto civile, Tashkurghan
- OATK Aeroporto civile, Kotal
- OATN Aeroporto civile, Tereen (sito informativo)
- OATQ (Codice IATA = TQN) Aeroporto Tamale Air Base, Taluqan
- OATW Aeroporto civile, Tewara
- OATZ Aeroporto civile, Tesaak
- OAUZ (Codice IATA = UND) Aeroporto civile, Kunduz (sito informativo)
- OAWU Aeroporto civile, Wurtach
- OAWZ Aeroporto civile, Wazirabad
- OAYQ Aeroporto civile, Yangi Qala
- OAZB Aeroporto civile, Zebak
- OAZG/OAZJ (Codice IATA = ZAJ) Aeroporto civile, Zaranj

## OB - Bahrein
- OBBI (Codice IATA = BAH) Aeroporto Internazionale del Bahrein, Muharraq
- OBBS Aeroporto Sheik Isa Air Base, Bahrein

## OD - Yemen
- ODAA (ex OYAA ) (Codice IATA = ADE) Aeroporto Khormaksar International, Aden
- ODAB (ex OYAB ?) (Codice IATA = BHN) Aeroporto civile, Beihan/Abbs ?
- ODAC Aeroporto civile, Aden Fir
- ODAG (Codice IATA = AAY) Aeroporto civile, Al Ghaydah
- ODAH Aeroporto civile, Mareib
- ODAK  (ex OYAK) Aeroporto civile, Alkhashaa
- ODAM (Codice IATA = UKR) Aeroporto civile, Mukeiras
- ODAP Aeroporto civile, Perim
- ODAQ (Codice IATA = IHN) Aeroporto civile, Qishan
- ODAR (ex OYAR) (Codice IATA = RIY) Aeroporto civile, Riyan-Mukalla
- ODAS Aeroporto civile, Abbs
- ODAT (ex OYAT) (Codice IATA = AXK) Aeroporto civile, Ataq
- ODAW (ex OYAW) Aeroporto civile, Aiwah
- ODBI (ex OYBI) Aeroporto civile, Al Bayda/Albaayda
- ODBN (ex OYBN) Aeroporto civile, Beinan
- ODBQ (ex OYBQ) Aeroporto civile, El Bough
- ODBR (ex OYBR) Aeroporto civile, Al Abr
- ODBT Aeroporto civile, Barat
- ODGD (ex OYGD) Aeroporto civile, Al-Ghaida
- ODHD (ex OYHD) (Codice IATA = HOD) Aeroporto civile, Hodeida
- ODHF (ex OYHF) Aeroporto civile, Thuff
- ODHR (ex OYHR) Aeroporto civile, Hareib
- ODHT (ex OYHT) Aeroporto civile, Bir Hat
- ODHZ (ex OYHZ) Aeroporto civile, Hazir
- ODKM (ex OYKM) Aeroporto civile, Kamaran Island
- ODMB (ex OYMB) (Codice IATA = MYN) Aeroporto civile, Marib
- ODMC (ex OYMC) Aeroporto civile, Mokha
- ODMF (ex OYMF) Aeroporto civile, Al Mafraq
- ODMK (ex OYMK) Aeroporto civile, Mokha
- ODMN (ex OYMN) Aeroporto civile, Mayun Parim
- ODMO (ex OYMO) Aeroporto civile, Mokha
- ODMZ Aeroporto civile, Hazir
- ODOQ (ex OYOQ) Aeroporto civile, Al Oqlah
- ODQN (ex OYQN) Aeroporto civile, Qishn
- ODRM (ex OYRM) Aeroporto civile, Rumah
- ODRN (ex OYRN) Aeroporto civile, Mukalla Riyan
- ODRT (ex OYRT) Aeroporto civile, Barat
- ODSF (ex OYSF) Aeroporto civile, As Salif
- ODSH (ex OYSH) (Codice IATA = SYE) Aeroporto civile, Saadah
- ODSN (ex OYSN) (Codice IATA = SAH) Aeroporto Internazionale di Sana'a
- ODSQ (ex OYSQ) (Codice IATA = SCT) Aeroporto civile, Socotra
- ODSU (ex OYSU) Aeroporto civile, Sanau
- ODSY (ex OYSY) (Codice IATA = GXF) Aeroporto civile, Seiyun/Sayun/Seeyoun
- ODTH (ex OYTH) Aeroporto civile, Thamud
- ODTZ (ex OYTZ) (Codice IATA = TAI) Aeroporto GANAD, Taiz
- ODZM (ex OYZM) Aeroporto civile, Al Hazm
- ODZQ (ex OYZQ) Aeroporto civile, Zoqar

## OE - Arabia Saudita
- OEAA Aeroporto civile, Abu Ali
- OEAB (Codice IATA = AHB) Aeroporto di Abha, Abha
- OEAH Aeroporto civile, Al Ahsa
- OEBA (Codice IATA = ABT) Aeroporto civile, al-Bāha
- OEBH (Codice IATA = BHH) Aeroporto civile, Bisha
- OEBQ Aeroporto civile, Abqaiq
- OEDF Aeroporto Internazionale di Dammam-King Fahed
- OEDR (Codice IATA = DHA) Aeroporto INTERNATIONAL, Dhahran/Al Khobar
- OEDW Aeroporto civile, Dawadmi
- OEGH Aeroporto civile, Al-Ghat
- OEGN (Codice IATA = GIZ) Aeroporto di Jizan-Re Abd Allah bin Abd al-Aziz, Jizan
- OEGS (Codice IATA = ELQ) Aeroporto di Al-Qasim-Principe Nayef bin 'Abd al-'Aziz, provincia di al-Qasim
- OEGT (Codice IATA = URY) Aeroporto civile, Guriat
- OEHL (Codice IATA = HAS) Aeroporto di Ha'il, Ha'il
- OEHR Aeroporto civile, Harad Military Navy Base
- OEHW Aeroporto civile, Al Hawtah
- OEJB Aeroporto MIL. (NAVY), Jubail
- OEJD Aeroporto civile, Jeddah
- OEJF Aeroporto Military Navy Base, Jeddah
- OEJL Aeroporto civile, Jubail
- OEJN (Codice IATA = JED) Aeroporto King Abdul Aziz Airport KAIA, Jedda
- OEKH Aeroporto PRINCE SULTAN AB, Al-Bayaah
- OEKJ Aeroporto Al Kharj Air Base, Al Kharj
- OEKK (Codice IATA = HBT) Aeroporto King Khalid Military City, Hafr Albatin
- OEKL Aeroporto civile, Ipsa Pump 4
- OEKM (Codice IATA = KMX) Aeroporto King Khalid AB, Khamis Mushayat
- OEKR Aeroporto civile, Khurais
- OEMA (Codice IATA = MED) Aeroporto Internazionale di Medina-Principe Muhammad bin Abd al-Aziz, Medina
- OEMK (Codice IATA = QCA) Aeroporto civile, Makka
- OENG (Codice IATA = EAM) Aeroporto di Najran, Najrān
- OENR Aeroporto civile, Nariya
- OEPA (Codice IATA = AQI) Aeroporto Hafr Albatin, Qaisumah/Al Qaysumah
- OEPC Aeroporto civile, Petroline 3
- OEPF Aeroporto civile, Petroline 6
- OEPI Aeroporto civile, Petroline 9
- OEPJ Aeroporto civile, Petroline 10
- OEPK Aeroporto civile, Ipsa Pump 3
- OEQF Aeroporto civile, Qunfudhah
- OERB Aeroporto civile, Rabigh
- OERF (Codice IATA = RAH) Aeroporto di Rafha
- OERK (Codice IATA = RUH) Aeroporto Internazionale di Riyad-King Khalid, Riyadh
- OERM Aeroporto civile, Rash Mishab
- OERR (Codice IATA = RAE) Aeroporto civile, Arar
- OERT Aeroporto civile, Ras Tanura
- OERY Aeroporto Air Base, Riyadh
- OESB Aeroporto civile, Shaybhah
- OESH (Codice IATA = SHW) Aeroporto civile, Sharurah
- OESK (Codice IATA = AJF) Aeroporto di al-Jawf, Al-Jawf
- OESL (Codice IATA = SLF) Aeroporto civile, Sulayel
- OETB (Codice IATA = TUU) Aeroporto civile, Tabuk
- OETF (Codice IATA = TIF) Aeroporto di Ta'if, Ta'if
- OETH Aeroporto civile, Thumamah
- OETN Aeroporto civile, Ras Tanajib
- OETR (Codice IATA = TUI) Aeroporto civile, Turaif
- OEUD Aeroporto civile, Udhailiyah
- OEUM Aeroporto civile, Umm Lejj
- OEWD (Codice IATA = WAE) Aeroporto civile, Wadi Al Dawaser/Wadi Ad Dawasir
- OEWJ (Codice IATA = EJH) Aeroporto civile, Wedjh/Wejh
- OEYN (Codice IATA = YNB) Aeroporto di Yanbu-Principe Abd al-Muhsin bin Abd al-Aziz, Yanbuʿ
- OEZL (Codice IATA = ZUL) Aeroporto civile, Zulfi

## OI - Iran
- OIAA (Codice IATA = ABD) Aeroporto Abadan International, Abadan
- OIAB Aeroporto civile, Boostan
- OIAD Aeroporto civile, Dezful Ab
- OIAE Aeroporto civile, Behbahan
- OIAG Aeroporto civile, Aghajari
- OIAH Aeroporto civile, Gach Saran Du Gunbadan
- OIAI Aeroporto civile, Masjed Soleiman
- OIAJ Aeroporto civile, Omidyeh
- OIAK Aeroporto civile, Haft-Gel
- OIAL Aeroporto civile, Lali
- OIAM Aeroporto civile, Bandar Mahshahr
- OIAN Aeroporto civile, Andimeshk
- OIAR Aeroporto civile, Ramhormoz
- OIAS Aeroporto civile, Safi Abad
- OIAT Aeroporto civile, Abadan City
- OIAW (Codice IATA = AWZ) Aeroporto civile, Ahwaz
- OIBA Aeroporto civile, Abu Musa
- OIBB (Codice IATA = BUZ) Aeroporto civile/Afb, Bushehr
- OIBC Aeroporto civile, Dastak
- OIBD Aeroporto civile, Bandar Deylam
- OIBF Aeroporto civile, Forouz I.
- OIBG Aeroporto civile, Ganaveh
- OIBH Aeroporto civile, Bastak/Bahregan
- OIBI Aeroporto civile, Golbandi/Asaloyeh
- OIBK Aeroporto civile, Jam Tohid
- OIBK (Codice IATA = KIH) Aeroporto civile, Kish
- OIBL (Codice IATA = BDH) Aeroporto civile, Bandar Lengeh
- OIBM Aeroporto civile, Kangan
- OIBN Aeroporto civile, Borazjan
- OIBQ Aeroporto civile, Khark
- OIBS Aeroporto civile, Sirri Island
- OIBT Aeroporto civile, Bander Taheri
- OIBV Aeroporto civile, Lavan Island
- OIBX Aeroporto civile, Tunb
- OICA Aeroporto civile, Azna
- OICB Aeroporto civile, Baneh
- OICC (Codice IATA = KSH) Aeroporto BAKHTARAN IRAN, Kermanshah
- OICD Aeroporto civile, Abdanan
- OICE Aeroporto civile, Bijar
- OICF Aeroporto civile, Naft-E-Shsh
- OICG Aeroporto civile, Ghasre-Shirin
- OICH Aeroporto civile, Islam Abad
- OICI Aeroporto civile, Ilam
- OICJ Aeroporto civile, Boroujerd
- OICK Aeroporto civile, Khorram Abad
- OICL Aeroporto civile, Sare Pole Zahab
- OICM Aeroporto civile, Mehran
- OICN Aeroporto civile, Ravansar
- OICO Aeroporto civile, Songhor
- OICP Aeroporto civile, Paveh
- OICQ Aeroporto civile, Takab
- OICR Aeroporto civile, Dehloran
- OICS (Codice IATA = SDG) Aeroporto civile, Sanandaj
- OICT Aeroporto civile, Bakhtaran City
- OICU Aeroporto civile, Ghorveh
- OICX Aeroporto civile, Zarrineh
- OICY Aeroporto civile, Malavi
- OICZ Aeroporto civile, Aligoordarz
- OIFA Aeroporto civile, Kabootarabab
- OIFB Aeroporto civile, Boroujen
- OIFC Aeroporto civile, Ghamsar
- OIFD Aeroporto civile, Ardestan
- OIFE Aeroporto civile, Daran
- OIFG Aeroporto civile, Golpaygan
- OIFH Aeroporto Military Heliport, Esfahan
- OIFI Aeroporto civile, Semirom
- OIFJ Aeroporto civile, Najaf Abad
- OIFK Aeroporto civile, Kashan
- OIFL Aeroporto civile, Felavarjan
- OIFM (Codice IATA = IFN) Aeroporto Internazionale di Esfahan, Esfahan
- OIFN Aeroporto civile, Naein
- OIFO Aeroporto civile, Khomeini Shahr
- OIFP Aeroporto Sepah Air Base, Badr Esfahan
- OIFQ Aeroporto civile, Kohrang
- OIFR Aeroporto civile, Ghomsheh
- OIFS Aeroporto civile, Shahrekord
- OIFT Aeroporto civile, Esfahan
- OIFU Aeroporto civile, Fereidan
- OIFV Aeroporto civile, Zarrinshahr
- OIFW Aeroporto civile, Khomeyn
- OIFY Aeroporto civile, Meymeh
- OIFZ Aeroporto civile, Natanz
- OIGA Aeroporto civile, Astrara
- OIGF Aeroporto civile, Fouman
- OIGG (Codice IATA = RAS) Aeroporto civile, Rasht
- OIGH Aeroporto civile, Hashtpar
- OIGK Aeroporto civile, Khailkhal
- OIGL Aeroporto civile, Langerood
- OIGM Aeroporto civile, Manjil
- OIGN Aeroporto civile, Lahijan
- OIGP Aeroporto civile, Bandar Anzali
- OIGR Aeroporto civile, Roodsar
- OIGT Aeroporto civile, Rasht City
- OIGU Aeroporto civile, Roodbar
- OIGX Aeroporto civile, Khailkhal
- OIHA Aeroporto civile, Takestan
- OIHB Aeroporto civile, Asad Abad
- OIHD Aeroporto civile, Shahzand
- OIHF Aeroporto civile, Tafresh
- OIHG Aeroporto civile, Kharaghan
- OIHH Aeroporto civile, Hamadan
- OIHJ Aeroporto civile, Avaj
- OIHM Aeroporto civile, Malayer
- OIHN Aeroporto civile, Nahavand
- OIHQ Aeroporto civile, Kangavar
- OIHR Aeroporto civile, Arak
- OIHS (Codice IATA = HDM) Aeroporto civile, Hamadan Ab
- OIHT Aeroporto civile, Hamadan
- OIHU Aeroporto civile, Tuyserkan
- OIIA Aeroporto civile, Abe-Ali
- OIIC Aeroporto civile, Kushke Nosrat
- OIID Aeroporto DOSHAN TAPPEH, Teheran Galeh Morghi
- OIIE Aeroporto Internazionale di Teheran-Imam Khomeini
- OIIF Aeroporto civile, Firouzkouh
- OIIG Aeroporto civile, Teheran Mehrabad/qualeh Morgeh Airport
- OIIH Aeroporto civile, Mahallat
- OIII (Codice IATA = THR) Aeroporto Internazionale di Teheran-Mehrabad
- OIIJ Aeroporto civile, Karaj
- OIIK Aeroporto civile, Qazvin
- OIIM Aeroporto civile, Khoram Dareh
- OIIN Aeroporto civile, Delijan
- OIIP Aeroporto civile, Karaj Payam
- OIIQ Aeroporto civile, Ghom
- OIIR Aeroporto civile, Garmsar
- OIIS Aeroporto civile, Semnan
- OIIT Aeroporto civile, Teheran
- OIIU Aeroporto civile, Damghan
- OIIV Aeroporto civile, Saveh
- OIIW Aeroporto civile, Varamin
- OIKA Aeroporto civile, Shahr-e-Babak
- OIKB (Codice IATA = BND) Aeroporto Internazionale di Bandar Abbas, Bandar Abbas
- OIKD Aeroporto civile, Darband-Ravar
- OIKE Aeroporto civile, Anar
- OIKF Aeroporto civile, Baft
- OIKI Aeroporto civile, Bandar Khamir
- OIKJ Aeroporto civile, Jiroft
- OIKK (Codice IATA = KER) Aeroporto civile, Kerman
- OIKM Aeroporto civile, Bam
- OIKN Aeroporto civile, Narmashir
- OIKO Aeroporto civile, Minab
- OIKP Aeroporto civile, Bandar Abbas-Havadarya
- OIKQ Aeroporto civile, Gheshm I.
- OIKR Aeroporto civile, Rafsanjan
- OIKS Aeroporto civile, Shahdad
- OIKT Aeroporto civile, Kerman
- OIKU Aeroporto civile, Hegam I.
- OIKW Aeroporto civile, Kahnooj
- OIKX Aeroporto civile, Hormuz
- OIKY Aeroporto civile, Sirjan
- OIKZ Aeroporto civile, Zărand
- OILO Aeroporto civile, Oshtorinan
- OIMA Aeroporto civile, Torbat-e-Jam
- OIMB (Codice IATA = XBJ) Aeroporto civile, Birjand
- OIMC Aeroporto civile, Sarakhs
- OIMD Aeroporto civile, Goonabad
- OIME Aeroporto civile, Esfarayen
- OIMF Aeroporto civile, Ferdous
- OIMG Aeroporto civile, Ghaen
- OIMH Aeroporto civile, Torbat-Heydarieh
- OIMI Aeroporto civile, Biarjmand
- OIMJ Aeroporto civile, Emam Shahroud
- OIMK Aeroporto civile, Nehbandan
- OIML Aeroporto civile, Janat Abad
- OIMM (Codice IATA = MHD) Aeroporto Internazionale di Mashhad, Mashhad
- OIMN Aeroporto civile, Bojnurd
- OIMO Aeroporto civile, Ghoochan
- OIMP Aeroporto civile, Taybad
- OIMQ Aeroporto civile, Kashmar
- OIMR Aeroporto civile, Fariman Jajarm
- OIMS Aeroporto civile, Sabzevar
- OIMT Aeroporto civile, Tabas
- OIMU Aeroporto civile, Golmakan
- OIMV Aeroporto civile, Mashad
- OIMW Aeroporto civile, Shirvan
- OIMX Aeroporto civile, Shahr Abad
- OIMY Aeroporto civile, Neishaboor
- OIMZ Aeroporto civile, Khoore Birjand
- OINA Aeroporto civile, Amol
- OINB Aeroporto civile, Babolsar
- OINC Aeroporto civile, Chalous
- OIND Aeroporto civile, Minudasht
- OINE Aeroporto civile, Kalaleh
- OING Aeroporto civile, Gorgan
- OINH Aeroporto civile, Behshahr
- OINI Aeroporto civile, Ghaem Shahr
- OINJ Aeroporto civile, Bisheh Kola
- OINK Aeroporto civile, Gonbad Ghabous
- OINL Aeroporto civile, Alamdeh
- OINM Aeroporto civile, Mahmood Abad
- OINN Aeroporto civile, Noshahr
- OINO Aeroporto civile, Nur
- OINP Aeroporto civile, Azad Shahr
- OINQ Aeroporto civile, Kelardasht
- OINR (Codice IATA = RZR) Aeroporto civile, Ramsar
- OINS Aeroporto civile, Sari
- OINT Aeroporto civile, Marave Tappeh
- OINV Aeroporto civile, Tonkabon
- OINX Aeroporto civile, Gonbad Ghabous
- OINY Aeroporto civile, Bandar-e Torkeman
- OINZ Aeroporto civile, Dasht-E-Naz Sari
- OIRT (Codice IATA = OMH) Aeroporto di Urmia, civile e militare
- OISA Aeroporto civile, Abadeh
- OISB Aeroporto civile, Bavanat
- OISC Aeroporto civile, Ardakan-E-Fars
- OISD Aeroporto civile, Darab
- OISE Aeroporto civile, Estahbanat
- OISF Aeroporto civile, Fasa
- OISH Aeroporto civile, Farashband
- OISI Aeroporto civile, Dehbid
- OISJ Aeroporto civile, Jahrom
- OISK Aeroporto civile, Kazeroun
- OISL Aeroporto civile, Lar
- OISM Aeroporto civile, Mamassani
- OISN Aeroporto civile, Neiriz
- OISO Aeroporto civile, Zarghan
- OISP Aeroporto civile, Persepolis-Marvdasht
- OISQ Aeroporto civile, Ghir-karzin
- OISR Aeroporto civile, Lamerd
- OISS (Codice IATA = SYZ) Aeroporto Internazionale di Shiraz, Shiraz
- OIST Aeroporto civile, Shiraz
- OISU Aeroporto civile, Abarghou
- OISW Aeroporto civile, Kohkiloyeh
- OISX Aeroporto civile, Khonj
- OISY Aeroporto civile, Yasouj
- OISZ Aeroporto civile, Firouzabad
- OITA Aeroporto civile, Sarab
- OITB Aeroporto civile, Mahabad
- OITC Aeroporto civile, Sardasht
- OITD Aeroporto civile, Marand
- OITE Aeroporto civile, Salmas
- OITF Aeroporto civile, Abhar
- OITG Aeroporto civile, Naghadeh
- OITH Aeroporto civile, Khaneh-Piranshahr
- OITI Aeroporto civile, Mianeh
- OITJ Aeroporto civile, Jolfa
- OITK Aeroporto civile, Khoy
- OITL Aeroporto civile, Ardabil
- OITM Aeroporto civile, Maragheh
- OITN Aeroporto civile, Meshgin Shahr
- OITO Aeroporto civile, Mian Do Ab
- OITP Aeroporto civile, Parsabad-Moghan
- OITQ Aeroporto civile, Ahar
- OITR (Codice IATA = OMH) Aeroporto civile, Urmia
- OITS Aeroporto civile, Saghez
- OITT (Codice IATA = TBZ) Aeroporto civile, Tabriz
- OITU Aeroporto civile, Maku
- OITV Aeroporto civile, Tabriz
- OITW Aeroporto civile, Azad Shahr
- OITX Aeroporto civile, Sareskand
- OITY Aeroporto civile, Marivan
- OITZ Aeroporto civile, Zanjan
- OIYA Aeroporto civile, Ardakan-E-Yazd
- OIYB Aeroporto civile, Bafgh
- OIYC Aeroporto civile, Marvast
- OIYD Aeroporto civile, Dehsir
- OIYF Aeroporto civile, Taft
- OIYK Aeroporto civile, Khor-jandagh
- OIYM Aeroporto Maybod, Mehriz
- OIYN Aeroporto civile, Khore Beyabanak
- OIYQ Aeroporto civile, Khezr Abad
- OIYR Aeroporto civile, Roate Poshtebadam
- OIYT Aeroporto civile, Yazd
- OIYY (Codice IATA = AZD) Aeroporto civile, Yazd
- OIYZ Aeroporto civile, Ashkezar
- OIZA Aeroporto civile, Jalagh
- OIZB Aeroporto civile, Zabol
- OIZC (Codice IATA = ZBR) Aeroporto Konarak, Chah Bahar
- OIZD Aeroporto civile, Dashtyari
- OIZE Aeroporto civile, Chah Bahar/Chabahar
- OIZG Aeroporto civile, Ghasre Ghand
- OIZH (Codice IATA = ZAH) Aeroporto civile, Zahedan
- OIZI Aeroporto civile, Iran Shahr
- OIZJ Aeroporto civile, Jask
- OIZK Aeroporto civile, Khash
- OIZL Aeroporto civile, Zabolee
- OIZM Aeroporto civile, Mirjaveh
- OIZN Aeroporto civile, Bazman
- OIZO Aeroporto civile, Saraz
- OIZP Aeroporto civile, Bampoor
- OIZR Aeroporto civile, Bask
- OIZS Aeroporto civile, Saravan
- OIZT Aeroporto civile, Zahedan City
- OIZY Aeroporto civile, Nik Shahr

## OJ - Giordania
Vedi anche Aeroporti in Giordania.
- OJ2X Aeroporto civile, Shaheed Mwaffaq Ab
- OJAF Aeroporto civile, Amman Rjaf
- OJAI (Codice IATA = AMM) Aeroporto Internazionale Regina Alia, Amman
- OJAM (Codice IATA = ADJ) Aeroporto Marka, Amman
- OJAQ (Codice IATA = AQJ) Aeroporto civile, Aqaba
- OJBD Aeroporto civile, Irbid
- OJHF Aeroporto civile, Hotel Five Met Station
- OJHF Aeroporto civile, H-'safawi
- OJHR Aeroporto civile, H-'irwaished
- OJJO Aeroporto civile, Jericho
- OJJR Aeroporto di Gerusalemme, giordano dal 1948 al 1967, Cisgiordania
- OJMF (Codice IATA = OMF) Aeroporto King Hussein Air Base, Mafraq
- OJMN (Codice IATA = MPQ) Aeroporto civile, Ma'an

## OK - Kuwait
- OKAJ Aeroporto civile, Ahmed Al Jabr
- OKAS Aeroporto civile, Ali Al Salem Ab
- OKBK (Codice IATA = KWI) Aeroporto Internazionale del Kuwait, Madinat al-Kuwait

## OL - Libano
Vedi anche Aeroporti in Libano.
- OLBA (Codice IATA: BEY) Aeroporto Internazionale di Beirut
- OLKA Aeroporto militare, Kleiat
- OLRA Aeroporto militare, Rayak

## OM - Emirati Arabi Uniti
- OM10 Aeroporto Yas Island (sito informativo)
- OM11 Aeroporto Abu Dhabi Northeast (sito informativo)
- OMAA (Codice IATA = AUH) Aeroporto Internazionale di Abu Dhabi, Abu Dhabi (sito informativo)
- OMAB Aeroporto civile, Buhasa
- OMAC Aeroporto civile, Asab
- OMAD (Codice IATA = AZI) Aeroporto Bateen, Abu Dhabi (sito informativo)
- OMAH Air Force Base, Al Hamra (sito informativo)
- OMAJ Aeroporto civile, Jebel Dhana (sito informativo)
- OMAL (Codice IATA = AAN) Aeroporto Internazionale di al-'Ayn, al-'Ayn (sito informativo)
- OMAM (Codice IATA = DHF) Aeroporto Abu Dhabi Dhafra Air Force base, Al Dhafra (sito informativo)
- OMAQ Aeroporto civile, Quarmain/Qarnayn
- OMAR Aeroporto civile, Arzana (sito informativo)
- OMAS Aeroporto civile, Das Island (sito informativo)
- OMAZ Aeroporto civile, Zirku (sito informativo)
- OMBY Aeroporto civile, Sir Bani Yas
- OMDB (Codice IATA = DXB) Aeroporto Internazionale di Dubai, Dubai (sito informativo)
- OMDL Aeroporto civile, Delma
- OMDM Aeroporto civile, Dubai Minhad/Mindhab AB (sito informativo)
- OMDW (Codice IATA = DWC) Aeroporto Internazionale di Dubai-Al Maktum, Jebel Ali
- OMFJ (Codice IATA = FJR) Aeroporto Fujairah International, Al-Fujairah(sito informativo)
- OMRK (Codice IATA = RKT) Aeroporto Ras al Khaymah International, Ras Al Khaimah (sito informativo)
- OMSJ (Codice IATA = SHJ) Aeroporto Sharjah International, Sharjah Dubai (sito informativo)
- OMSN Aeroporto civile, Sir Abu Nair
- OMUQ Aeroporto civile, Um Al Quwain

## OO - Oman
- OOBB Aeroporto civile, Butabul
- OOBR Aeroporto civile, Buraimi
- OOBR (Codice IATA = RMB) Aeroporto civile, Buraimi
- OOFD Aeroporto civile, Fahud
- OOFQ Aeroporto civile, Firq
- OOGB Aeroporto civile, Ghaba-Qarn Alam
- OOHA Aeroporto civile, Haima
- OOIA Aeroporto civile, Ibra
- OOII Aeroporto civile, Ibri
- OOIZ Aeroporto civile, Izki
- OOJN Aeroporto civile, Jarf North
- OOKB (Codice IATA = KHS) Aeroporto civile, Khasab
- OOLK Aeroporto civile, Lekhwair
- OOMA (Codice IATA = MSH) Aeroporto civile, Masirah
- OOMS (Codice IATA = MCT) Aeroporto Internazionale di Mascate
- OONR Aeroporto Nasir, Marmul
- OONZ Aeroporto civile, Nizwa
- OORQ Aeroporto civile, Rostaq
- OOSA (Codice IATA = SLL) Aeroporto International, Salalah
- OOSH Aeroporto civile, Sohar Majis
- OOSQ Aeroporto civile, Saiq
- OOSR (Codice IATA = SUH) Aeroporto civile, Sur
- OOTH Aeroporto civile, Thun
- OOTH (Codice IATA = TTH) Aeroporto civile, Thumrait
- OOYB Aeroporto civile, Yibal

## OP - Pakistan
- OPAB (Codice IATA = AAW) Aeroporto civile, Abbottabad
- OPBG Aeroporto civile, Bhagtanwala
- OPBL Aeroporto civile, Bela
- OPBN (Codice IATA = BNP) Aeroporto civile, Bannu
- OPBR (Codice IATA = WGB) Aeroporto civile, Bahawalnagar
- OPBW (Codice IATA = BHV) Aeroporto civile, Bahawalpur
- OPCH (Codice IATA = CJL) Aeroporto civile, Chitral
- OPCL (Codice IATA = CHB) Aeroporto civile, Chilas
- OPCR Aeroporto civile, Chachro
- OPCT Aeroporto civile, Chirat Air Base
- OPDB (Codice IATA = DBA) Aeroporto civile, Dalbandin
- OPDD Aeroporto civile, Dadu
- OPDG (Codice IATA = DEA) Aeroporto civile, Dera Ghazi Khan
- OPDI (Codice IATA = DSK) Aeroporto civile, Dera Ismail Khan
- OPDK Aeroporto civile, Daharki
- OPFA (Codice IATA = LYP) Aeroporto Faisalabad Airport/Air Base, Faisalabad
- OPFK Aeroporto Shara-e-Faisal Air Base, Karachi
- OPGD (Codice IATA = GWD) Aeroporto civile, Gwadar
- OPGT (Codice IATA = GIL) Aeroporto civile, Gilgit
- OPJA (Codice IATA = JAG) Aeroporto Jacobabad Airport/Air Base, Jacobabad
- OPJI (Codice IATA = JIW) Aeroporto civile, Jiwani
- OPKA Aeroporto civile, Cape Monze
- OPKC (Codice IATA = KHI) Aeroporto Internazionale Jinnah, Karachi
- OPKD (Codice IATA = HDD) Aeroporto Hyderabad Airport, Hyderabad
- OPKE Aeroporto civile, Chore
- OPKF Aeroporto civile, Ghard/Gharo
- OPKH (Codice IATA = KDD) Aeroporto civile, Khuzdar
- OPKK Aeroporto Korangi Creek Air Base, Karachi
- OPKL (Codice IATA = KBH) Aeroporto civile, Kalat
- OPKN Aeroporto civile, Kharan
- OPKT (Codice IATA = OHT) Aeroporto Kohat Airport/Air Base, Kohat
- OPLA (Codice IATA = LHE) Aeroporto Lahore Airport/Air Base, Lahore
- OPLH Aeroporto Walton, Lahore City
- OPLL (Codice IATA = LRG) Aeroporto civile, Lora Lai/Loralai
- OPMA Aeroporto civile, Mangla
- OPMF (Codice IATA = MFG) Aeroporto civile, Muzaffarabad
- OPMI (Codice IATA = MWD) Aeroporto Mianwali Airport/Air Base, Mianwali
- OPMJ (Codice IATA = MJD) Aeroporto civile, Mohenjodaro/Mohenjo Daro
- OPMK (Codice IATA = MPD) Aeroporto civile, Mirpur Khas/Mir Pur Khas
- OPMN Aeroporto Miranshah Airport/Air Base, Miranshah
- OPMR Aeroporto Masroor Air Base, Karachi
- OPMT (Codice IATA = MUX) Aeroporto civile, Multan
- OPNH (Codice IATA = WNS) Aeroporto civile, Nawabshah/Nawab Shah
- OPNK (Codice IATA = NHS) Aeroporto civile, Nushki
- OPOK Aeroporto civile, Okara
- OPOR (Codice IATA = ORW) Aeroporto Ormara Airport/Air Base, Omara
- OPPC (Codice IATA = PAJ) Aeroporto civile, Para Chinar/Parachinar
- OPPG (Codice IATA = PJG) Aeroporto Panjgur Airport/Air Base, Panjgur
- OPPI (Codice IATA = PSI) Aeroporto Pasni Airport/Air Base, Pasni
- OPPN Aeroporto civile, Pishin
- OPPS (Codice IATA = PEW) Aeroporto Internazionale di Peshawar, Peshawar
- OPPT Aeroporto civile, Pak Pattan
- OPQS Aeroporto civile, Qasim
- OPQT (Codice IATA = UET) Aeroporto Quetta Samungli Airport/Air Base, Quetta
- OPRK (Codice IATA = RYK) Aeroporto civile, Rahim Yar Khan
- OPRN (Codice IATA = ISB) Aeroporto Chaklala INTERNATIONAL, Islamabad
- OPRQ Aeroporto Rafiqui Air Base, Shorekote
- OPRS Aeroporto Risalpur Air Base, Risalpur
- OPRT (Codice IATA = RAZ) Aeroporto Rawala Kot Airport/Air Base, Rawala Kot/Rawalakot
- OPSB (Codice IATA = SBQ) Aeroporto civile, Sibi
- OPSD (Codice IATA = KDU) Aeroporto civile, Skardu
- OPSF Aeroporto civile, Karachi Sharea Faisal
- OPSK (Codice IATA = SKZ) Aeroporto civile, Sukkur
- OPSN (Codice IATA = SYW) Aeroporto civile, Sehwen Sharif/Sehwan Sharif
- OPSP Aeroporto civile, Shekupura
- OPSR (Codice IATA = SGI) Aeroporto Rafiqui Air Base, Sargodha
- OPSS (Codice IATA = SDT) Aeroporto civile, Saidu Sharif
- OPST (Codice IATA = SKT) Aeroporto civile, Sialkot
- OPSU (Codice IATA = SUL) Aeroporto civile, Sui
- OPSW (Codice IATA = SWN) Aeroporto civile, Sahiwal
- OPTA (Codice IATA = TLB) Aeroporto civile, Tarbela/Terbela
- OPTH Aeroporto civile, Talhar
- OPTT (Codice IATA = TFT) Aeroporto civile, Taftan
- OPTU (Codice IATA = TUK) Aeroporto civile, Turbat
- OPWN (Codice IATA = WAF) Aeroporto civile, Wana
- OPZB (Codice IATA = PZH) Aeroporto Zhob Air Base, Zhob

## OR - Iraq
- ORBB Aeroporto di Bamirni, Baghdad
- ORBC Aeroporto Geca, Baghdad
- ORBI (Codice IATA = SDA) Aeroporto Internazionale di Baghdad, Baghdad (in precedenza ORBS)
- ORBM (Codice IATA = OSM) Aeroporto civile, Mosul
- ORMM (Codice IATA = BSR) Aeroporto International, Basrah
- ORMS Aeroporto Basrah Military, Shaibah

## OS - Siria
- OSAP (Codice IATA = ALP) Aeroporto NEJRAB, Aleppo
- OSDI (Codice IATA = DAM) Aeroporto Internazionale di Damasco
- OSDZ (Codice IATA = DEZ) Aeroporto civile, Deir Ezzor/Deirezzur
- OSKL (Codice IATA = KAC) Aeroporto civile, Kameshli/Kamishli
- OSLK (Codice IATA = LTK) Aeroporto civile, Latakia
- OSPR (Codice IATA = PMS) Aeroporto civile, Palmyra

## OT - Qatar
- OTBD (Codice IATA = DOH) Aeroporto Doha International, Doha